# Limite entre l'Afrique et l'Europe

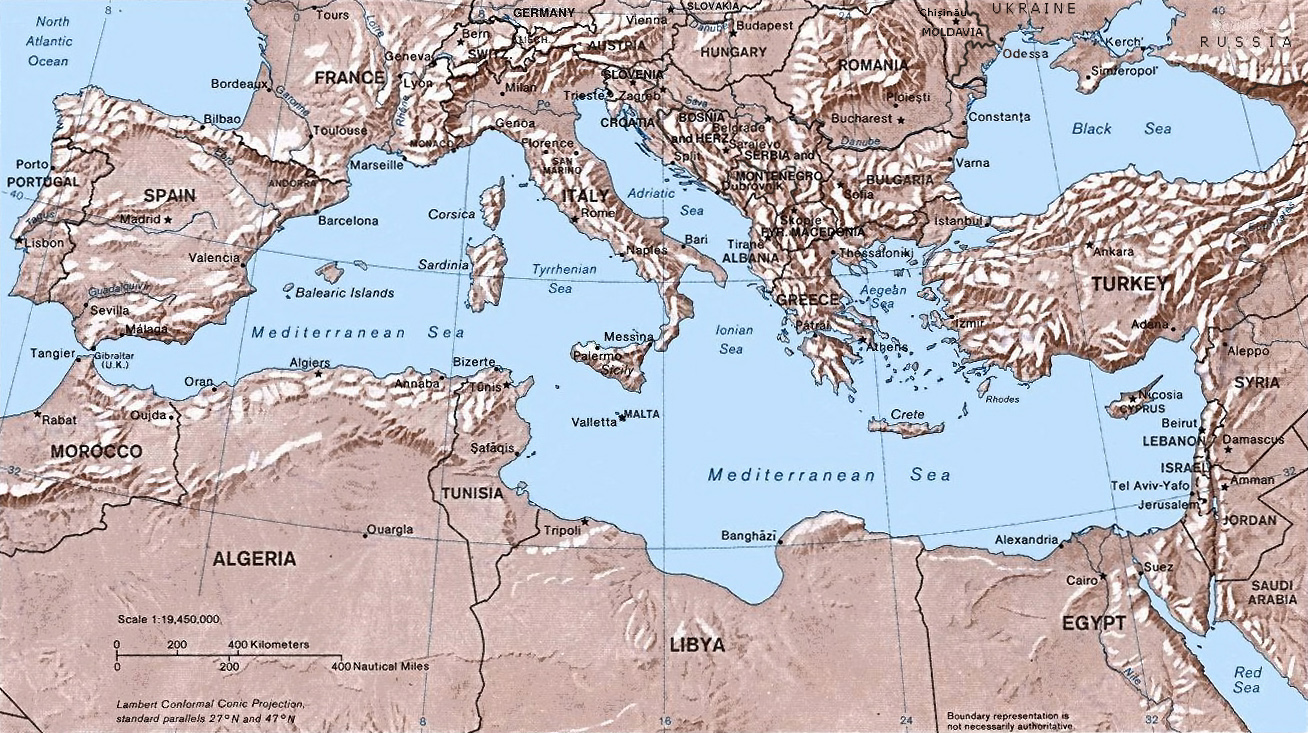
La mer Méditerranée, entre l'Afrique et l'Europe.

Cet article décrit la limite entre l'Afrique et l'Europe.

## Limites

### Généralités
Les masses continentales africaine et européenne ne sont pas contiguës : quelles que soient les limites retenues, elles sont séparées à l'est par l'Asie. Au point le plus proche, entre le Maroc et l'Espagne, les deux continents sont distants d'un peu moins de 15 km, mais restent séparés par le détroit de Gibraltar. La limite entre les deux consiste ainsi essentiellement à déterminer à quel continent associer les îles et les archipels qui leur sont proches.

### Macaronésie

Carte de la Macaronésie.

La Macaronésie est un ensemble d'îles de l'océan Atlantique : Açores, Madère, îles Canaries et îles du Cap-Vert. Ces dernières forment un État indépendant : le Cap-Vert, considéré comme africain. Les autres sont des dépendances de pays considérés comme européens : l'Espagne et le Portugal (et sont d'ailleurs des territoires associés à l'Union européenne).
Les Açores, sous souveraineté portugaise, sont situées à moins de 1 400 km des côtes européennes et plus de 1 500 km des côtes africaines, bien à l'intérieur de l'océan atlantique. À une latitude similaire à celle de Lisbonne, elles sont généralement associées à l'Europe quand elles sont groupées avec un continent.
Madère et les îles Canaries sont en revanche nettement plus au sud (quasiment à la latitude de la frontière contestée entre Maroc et Sahara occidental, pour les secondes) et bien plus près du continent africain : Madère n'en est distante que de 520 km, mais de plus de 1 000 km du continent européen. Les Canaries sont encore plus lointaines de l'Europe. Elles sont en général associées à l'Afrique.
Le Cap-Vert, encore plus au sud, est essentiellement considéré comme un État africain. Il fait d'ailleurs partie de l'Union africaine depuis son indépendance.

### Méditerranée
En mer Méditerranée, à part quelques îles proches des côtes du Maghreb (Djerba, Kerkennah, etc.), la quasi-totalité des îles sont plus proches du continent européen et lui sont en général associées : Malte n'est située qu'à 80 km des côtes de Sicile et à 250 km de l'Italie continentale (contre près de 300 km des côtes tunisiennes). De même, l'île de Gavdos, la plus méridionale des îles grecques, est nettement plus proche des côtes européennes que des côtes africaines.
Quelques îles échappent toutefois à cette règle au niveau du canal de Sicile :
- L'île italienne de Lampedusa est distante de 210 km de la Sicile, mais seulement 130 km de la Tunisie.
- L'île italienne de Pantelleria est située à 100 km de la Sicile et à 70 km de la Tunisie.

Du point de vue tectonique, toutes ces îles sont situées sur la plaque africaine et pourraient être considérées comme partie du continent africain. Toutefois, pour des raisons historiques et politiques, elles sont généralement considérées comme faisant partie de l'Europe.
L'île espagnole d'Alborán est située au milieu de la mer du même nom, légèrement plus proche de l'Afrique (57 km) que de l'Europe (84 km) du fait de l'avancée dans la mer du cap des Trois Fourches.